# Jules Isebaert
Jules Isebaert (Kortrijk, 6 september 2005) is een Belgisch basketballer.

## Carrière
Isebaert speelde in de jeugd van BC Lamett Deerlijk-Zwevegem en Kortrijk Spurs. Isebaert maakte zijn debuut in de eerste klasse bij de Kortrijk Spurs dat sinds 2023 meespeelt in de BNXT League. Hij kwam in het seizoen 2023/24 en 2024/25 ook uit voor Basket Waregem.

### Nationale ploeg
Eerder kwam hij uit voor het nationale basketbalteam van België U18. In de zomer van 2023 haalde hij samen met de nationale ploeg zilver op het Europees kampioenschap U18 in Matosinhos.

## Privéleven
Ook zijn broer Oscar Isebaert maakte zijn debuut voor Kortrijk Spurs.